# Critobule d'Imbros
Critobule d’Imbros ou Michel Critopoulos (en grec Κριτόβουλος ο Ιμβριώτης / Μιχαήλ Κριτόβουλος) est un homme politique et historien byzantin, né à Imbros vers 1410 et mort vers 1470.
Après la chute de Constantinople, il fut nommé gouverneur de son île d’Imbros de 1456 jusqu'à sa conquête par les Vénitiens en 1466. Il semble avoir vécu ensuite à Constantinople jusqu’à sa mort peu après la grande peste qui dévasta la ville. Son ouvrage sur les conquêtes ottomanes sous Mehmet II est l’une des principales sources grecques concernant la chute de Constantinople en 1453 avec celles de Doukas, de Georges Sphrantzès et de Laonicos Chalcondyle. Il écrivit également un poème en l’honneur de saint Augustin et une homélie sur la passion du Christ.

## Sa vie
Michel Critobule est né vraisemblablement entre 1400 et 1410, dans une famille fortunée et politiquement influente de propriétaires terriens de l’ile d’Imbros (aujourd’hui Gökçeada en Turquie). On sait peu de choses sur ses études. Toutefois, son œuvre traduit un grand intérêt pour la médecine comme en témoignent sa description de la grande peste de 1467, les louanges qu’il adresse au médecin juif du sultan, Hekim Yakub, et son utilisation de termes techniques qu'il n'aurait pu obtenir à la seule lecture des textes anciens. On peut également tenir pour acquis qu’il s’est familiarisé dès sa jeunesse avec les grands auteurs et historiens de l’Antiquité comme le démontre sa maitrise des thèmes qui leur sont familiers (l’Iliade, l’Anabase d'Alexandre, etc.) ainsi que ses imitations du style de Thucydide.
Son nom apparait pour la première fois en date du 29 septembre 1444 dans le journal d’un marchand, historien et collectionneur de manuscrits d’Ancône, Ciriaco di Filippo de Pizzecolli, qui note avoir fait sa connaissance alors qu’il visitait les iles du nord de la mer Égée. Le lendemain, Pizzecolli envoyait une lettre à son ami Georges Scholarios dans laquelle on apprend que Critobule et le patriarche se connaissaient, peut-être en raison d’études communes à Constantinople,.
Sa vie politique active commença en 1453 alors que la chute de Constantinople jetait la consternation dans les iles de la mer Égée encore territoires byzantins (Imbros, Lemnos et Thasos) où l’on redoutait les attaques possibles de la flotte ottomane à son retour vers sa base de Gallipoli. Plus de deux cents familles quittèrent Lemnos précipitamment. Critobule raconte dans son œuvre comment, en négociant avec l’amiral ottoman Hamza et avec le sultan lui-même, il réussit à assurer la sécurité des iles en proposant leur capitulation et leur transformation en protectorats confiés à la famille génoise des Gattilusi,. Imbros fut confiée à la branche Ainos de la famille, les deux autres iles à la branche Lesbos. L’année suivante, en 1456, le sultan, se méfiant des Gattilusi, revint sur sa décision et envoya l’amiral Yunus reprendre les iles. Critobule fut alors nommé gouverneur d’Imbros,,.
En 1457, le pape Calixte III ayant lancé une croisade commandée par Jean Hunyadi, la flotte pontificale reçut mission de s’emparer des iles de Lemnos, Thasos et Samothrace, menaçant ainsi Imbros. Cette fois encore, les manœuvres diplomatiques de Critobule réussirent à éviter que l’ile ne soit inquiétée. Il parvint même l’année suivante à reprendre Lemnos des mains des Italiens. Il se rendit ensuite auprès du sultan à Adrianople et écrivit à Démétrios Paléologue, le frère du dernier basileus qui gouvernait une partie du Péloponnèse à titre de vassal du sultan, pour se faire remettre tant Lemnos qu’Imbros. Le sultan ayant répondu positivement, Critobule put reprendre le commandement des iles, cette fois au nom de Démétrios Paléologue,.
Il devait quitter Imbros, probablement en 1466, lorsque les Vénitiens vinrent assiéger l’ile. Il semble s’être retiré à Constantinople comme l’indique sa description de la grande peste. C’est alors qu’il termina l’œuvre qu’il avait commencée en 1453, l’année même de la chute de Constantinople. La dernière mention que l'on ait de lui se trouve dans une lettre datant de l’automne 1468 qui lui fut adressée par Georges Amirutzès, un ami qu’il admirait et qui faisait partie du cercle fréquenté par Georges Scholarios et les frères Eugenikos. Il est probable qu’il mourut peu après, mais la légende selon laquelle il serait devenu secrétaire du sultan et se serait fait moine au mont Athos à la fin de sa vie est dépourvue de tout fondement.

## Son œuvre

### Histoire de Mehmet II
Critobule écrivit son histoire en cinq livres des conquêtes ottomanes sous Mehmet II entre l’été 1453 et 1467. Couvrant la période de 1451 à 1467, elle décrit les exploits de Mehmet le Conquérant, en particulier la conquête de Constantinople et des territoires encore aux mains de Byzance.

#### Contenu
Après une introduction conventionnelle dans laquelle Critobule assure le lecteur de l’exactitude et de la véracité des faits à la manière de Thucydide et d’Hérodote, le premier livre s’ouvre sur la mort de Murad II et l’avènement de Mehmet. Critobule décrit ensuite avec force détails la construction de la forteresse de Rumeli Hisari, le transport des bateaux turcs par voie de terre entre le Bosphore et la Corne d’Or, la construction du grand canon. Vient ensuite le siège et la capture de Constantinople, y compris la mort de l’empereur.
Le deuxième livre est consacré à la reconstruction civile et militaire de la ville et de ses environs par le sultan pour en faire sa nouvelle résidence. Viennent ensuite la politique de repeuplement du sultan ainsi que sa nomination de Georges Scholarios comme patriarche et ethnarque du Millet-i Rûm, c’est-à-dire de la population chrétienne de la ville. Enfin, il décrit les campagnes du sultan vers le nord, dans ce qui est aujourd’hui la Serbie, de même que la perte des iles de Lemnos, Thasos et Samothrace aux mains des Italiens.
Le troisième livre raconte la conquête progressive du Péloponnèse. Critobule en donne comme raison la discorde régnant entre les despotes des États successeurs qui faisaient de ces territoires une porte d’entrée idéale pour les conquêtes des Occidentaux et donc un danger pour les conquêtes ottomanes, l’omission répétée par les despotes de payer le tribu dû au sultan, de même que la position géostratégique du Péloponnèse en cas d’éventuelle invasion en provenance d’Italie.
Le quatrième livre est consacré à la conquête de l’Empire successeur de Trébizonde et du territoire de la ville de Sinope. Vient ensuite l’expédition contre Lesbos et Mytilène, de même que celle contre la principauté de Valachie, dans ce qui est aujourd’hui la Serbie et la Bosnie-Herzégovine, de même que les luttes contre les Vénitiens dans le Péloponnèse.
Enfin, le cinquième livre décrit les expéditions de Mehmet contre les Vénitiens dans la mer Égée de même qu’en Péonie et en Illyrie au nord de la presqu’ile des Balkans. En terminant, Critobule cite divers exemples des efforts de Mehmet pour protéger la culture et la science avant de décrire la progression d’une épidémie de peste dans les Balkans, l’Asie Mineure et Constantinople.

#### Dédicace
Deux thèmes principaux reviennent tout au long de l’œuvre : d’une part la comparaison entre la vie et les exploits du sultan et ceux d’Alexandre le Grand, comparaison que le sultan lui-même, à l’instar de nombre d’empereurs romains, avait soin de cultiver et d’encourager ; d’autre part celle de la translatio imperii des Byzantins aux Ottomans.
Critobule termina la première version de son histoire au printemps 1466 et la fit parvenir au sultan avec une lettre de dédicace qui existe toujours à Istanbul. Son contenu se terminait alors en 1461. Il révisa par la suite le texte qu’il fit à nouveau parvenir au sultan l’année suivante avec une deuxième lettre de dédicace. Dans celle-ci, Critobule explique les raisons qui l’ont amené à écrire cette histoire ainsi qu’un résumé du contenu et de l’interprétation qu’on doit lui donner. Son intention est de remédier aux lacunes des connaissances historiques du monde littéraire et scientifique parlant grec, partant de l’Occident. Ainsi, écrit-il « nombre des évènements rapportés par les auteurs arabes et perses seront-ils connus et transmis à la postérité ; ils seront enseignés et interprétés correctement […] Ces faits ne seront pas seulement portés à la connaissance de ceux qui parlent votre langue. Cette œuvre sera appréciée et admirée non seulement par les Grecs, mais aussi par tous les peuples occidentaux […] ainsi que de nombreux autres ».
En décrivant la majesté des gestes et des exploits du sultan, Critobule mentionne aussi une deuxième intention qui l’a poussé à écrire : celle de montrer comment « les paroles et les actes, la philosophie et la majesté royale s’étaient incarnées dans une seule personne, à la fois roi juste et combattant intrépide ». À cette glorification des gestes du souverain se rattache la comparaison entre Mehmet et Alexandre le Grand qui revient comme un leitmotiv tout au long de la narration : « Cependant tes exploits, même s’ils sont glorieux et ne le cèdent en rien à ceux d’Alexandre [le Grand] le Macédonien ni à ceux des généraux et rois qui lui sont comparables […] ».
Le thème de la translatio imperii de l'Empire byzantin vers l'Empire ottoman apparait dans les premières lignes de la lettre d’introduction adressée à Mehmet. C’est ainsi que Critobule désigne Mehmet, dans la pure tradition byzantine, comme le souverain « autocrate » (αὐτοκράτωρ), lui donnant également le titre « roi des rois » (shâhanschâh) de la tradition perse, juxtaposant ainsi les traditions des deux grandes puissances mondiales que furent Rome et la Perse, deux puissances continentales qui se sont longtemps combattues mais que Mehmet unit sous sa gouverne. On retrouve cette prétention par la suite dans les titres fleuris qu’il donne au souverain, notamment celui de « Seigneur des terres et des mers », donc de souverain de l’œkoumène qu’il fait suivre de la périphrase « par la volonté de Dieu » qui ancrait la légitimité des basilei byzantins et qui a été transférée à Mehmet,.
Cette synthèse des titulatures de l’Est et de l’Ouest, de même que cet amalgame de la conception et de l’exercice du pouvoir pourtant divergentes se retrouvent de différentes manières dans le texte. Ainsi Critobule justifie la prétention de Mehmet à une descendance grecque d’Achéménès et de Persée. Reprenant l’épisode de Troie, il associe Mehmet aux Troyens en jouant sur le nom Teucros, premier roi de Troie qui régnait sur les Teucri, mot désignant aussi les Turcs et, comme l’avaient fait Alexandre et nombre de généraux avant lui, fait visiter la tombe du héros de Troie. Comme le montre une Iliade composée par Ioannès Dokeianos (Johannes Docianus) vers 1470, Mehmet non seulement approuvait, mais encore encourageait une telle comparaison avec l’épopée et les héros d’Homère.

#### Style
Suivant les conventions de l’époque, Critobule utilise le grec « atticiste », langue littéraire, apprise au cours de longues années d'étude, par opposition à la « koinè » qui désigne la langue parlée. Utilisant cette langue avec maitrise, Critobule manie également l’art de l’imitation avec dextérité. Sa première source d’inspiration est Thucydide auquel il emprunte non seulement la composition de l’œuvre (en années et saisons), mais également des discours qu’il met allègrement dans la bouche de Mehmet en les adaptant, procédé qui peut surprendre aujourd’hui, mais qui était alors une forme d’admiration. Référence également, sa description au livre V de la peste qui frappa Constantinople et qui rappelle celle que Thucydide donne dans le deuxième livre de sa Guerre du Péloponnèse. Outre Thucydide, on trouve également des imitations de l’Anabasis Alexandri d’Arrien (v. 95-v. 175) et des emprunts à Hérodote (introduction) et à Flavius Josèphe (comparaison entre l’attitude des Romains-Byzantins à l’endroit des Ottomans et celle des Juifs à l’endroit des Romains : dans les deux cas un puissant conquérant a vaincu le peuple de l’auteur et s’est emparé de sa capitale).

#### Éditions
L’œuvre nous est parvenue grâce à un seul manuscrit conservé encore aujourd’hui dans la bibliothèque du palais Topkapi à Istanbul. Datant des années 1465/1467 (d’après le filigrane), il fut écrit de la main de l’auteur sur papier vénitien ; on peut reconnaitre l’écriture de Critobule par comparaison avec un manuscrit des œuvres de Thucydide de la Bibliothèque nationale de France. On ne sait ce qu’il advint de l’ouvrage jusqu’au milieu du XIXe siècle : aucune copie ne semble avoir été faite, aucune traduction, aucune référence même dans un autre ouvrage. Il fut redécouvert en 1859 par le philologue allemand Tischendorf lors d’un voyage à Constantinople. Quelques années plus tard, en 1870, il fut publié par Carl Muller dans les Fragmenta Historicorum Graecorum à Paris. Une deuxième édition parut à Bucarest en 1963, due à Vasile Grecu ; celle-ci s’appuie toutefois, non sur le manuscrit original, mais sur la transcription de Muller et a fait l’objet de diverses critiques. Une édition critique fut finalement publiée à Berlin en 1983 dans la collection Corpus Fontium Historiae Byzantinae.

### Autres œuvres
Deux autres opuscules nous sont également parvenus, écrits par Critobule : une Prière à Jésus ainsi qu’un poème dodécasyllabique à la louange de saint Augustin. Il existait aussi une Homélie sur la Passion du Christ et une lettre qui furent détruites dans l’incendie de l’Escorial de Madrid en 1671.
Ceux-ci sont importants pour deux raisons. La première est que les codex qui les contiennent prouvent que Critobule appartenait à un cercle animé par Georges-Gennade Scholarios, le premier patriarche orthodoxe sous l’occupation ottomane, cercle que fréquentaient également les frères Marc et Jean Eugénikos. On sait que Gennade II exhortait les théologiens orthodoxes à apprendre le latin et à lire les textes théologiques écrits dans cette langue, ce à quoi correspondent parfaitement les vers de Critobule. Deuxièmement, ils permettent d’associer le nom de Kritopoulos/Kritoboulos et le lieu d’origine Imbros, confirmant que l’auteur du livre sur les conquêtes de Mehmet et celui de ces opuscules sont une seule et même personne. Le nom de Kritopoulos est effectivement byzantin alors que celui de Kritoboulos, utilisé par l’auteur, serait une variante « classisante », référence à des auteurs anciens, procédé que l’on retrouve chez Nikolaos Chalkokondyles qui devint Laonikos Chalkokondyles ou Georgios Gemistos qui devint Georgios Plethon.

## Critobule et les historiens byzantins de son époque
Critobule d’Imbros fait partie d’un groupe de quatre historiens qui décrivirent les dernières années de l’empire : Laonicos Chalcondyle, Georges Sphrantzès, Doukas et lui-même. Ces quatre écrivains avaient reçu une éducation classique avant la chute de Constantinople ; mais alors que Chalcondyle et Critobule écrivirent dans l’empire du sultan en utilisant un style archaïque affecté, Doukas et Sphrantzès, réfugiés à l’étranger, utilisaient un langage familier incluant dans le cas de Sphrantzès nombre de mots turcs et italiens.
Critobule cherche essentiellement à réconcilier les Grecs avec la fin de l’Empire byzantin et le nouvel ordre des choses imposé par le conquérant ottoman. Ému par la détresse, la détermination et le courage des Grecs, il reste l’homme-lige du sultan qui demeure son héros. Contrairement à Critobule qui, sauf quelques passages critiques, trace un panégyrique du sultan, Doukas voit en lui sa « bête noire », ce qui se traduit dans ses descriptions par une série d’épithètes peu flatteuses à l’endroit de Mehmet : « une bête sauvage, […] un serpent, la préfiguration de l’Antéchrist, […] Nabuchodonosor aux portes de Jérusalem ». Il n’est guère plus tendre à l’endroit de l’homme politique qu’il décrit contrairement à Critobule comme « un véritable tyran (τύραννος) […] lequel, contrairement à la conception byzantine du pouvoir, se révéla rebelle et usurpa le trône du souverain légitime ». De même, il n’accepte le couronnement de Constantin XI qu’« avec hésitation », puisqu’opposé à la réunion des Églises, il considérait comme non valide l’onction conférée par un patriarche unioniste. Ainsi, alors que la question de la réunification des Églises constitue un thème récurrent chez Doukas, Critobule passe ces questions sous silence.
Cette différence d’approche dans la présentation et l’interprétation du caractère de Mehmet se retrouve dans les approches différentes de Doukas et de Critobule concernant l’assassinat de Lucas Notaras. Alors que Doukas attribue ce geste aux tendances perverses du sultan (ivrognerie, pédérastie, irrationalité), Critobule y voit le résultat de l’« envie et de la haine » de ses adversaires qui détruisirent sa réputation auprès du sultan,. Laonicos pour sa part reprend la version de Doukas mais de façon affaiblie et quelque peu plus vague.
Georges Sphrantzès pour sa part utilise les « termes couramment en usage dans le langage diplomatique ». Il ne tente guère de noircir le personnage, même lorsqu’il traite du meurtre du propre fils du sultan ou de la fuite du « commandant des infidèles ». Contrairement au portrait optimiste et tourné vers l’avenir de Critobule, celui de Sphrantzès est empreint de « pessimisme devant la main de Dieu qui punit les croyants en servant les dessins politico-militaires des ennemis ». Les questions dogmatiques lui importent peu.
Laonikos Chalkokondyles s’emploie pour sa part à « gréciser » l’histoire byzantine en employant par exemple la même terminologie pour désigner tous les souverains qui portent indistinctement le titre de basileus normalement réservé au seul empereur byzantin.
Laonikos, pas plus que Doukas et Sphrantzès ne donne d’information sur les évènements politico-militaires de cette période, pas plus qu’il ne cherche à tracer le portrait psychologique du sultan. Seul Critobule nous informe de la vie politique et des visées culturelles du sultan ou de ses tentatives pour faire de Constantinople sa nouvelle capitale, qui sont le fil conducteur de son œuvre.